# Uxbridge (Massachusetts)
Uxbridge is een kleine stad in het centrum van de staat Massachusetts in de Verenigde Staten met 11.156 inwoners (2000). De stad ligt dicht bij Rhode Island in Worcester county. Uxbridge ligt in het midden van de vallei van de Blackstonerivier in de nationale "historic trail" van de industriële revolutie van de Verenigde Staten.
De stad is bekend vanwege de productie van kasjmier en militaire uniformen, meer dan 140 jaar.

## Trivia
- Uxbridge werd opgericht in 1727, toen de stad van Mendon werd afgesplitst.
- In 1731 werd tijdens de First Great Awakening de eerste congregatiekerk gevestigd in Uxbridge.
- In Uxbridge nam in 1756 Lydia Chapin Taft als eerste vrouw deel aan een geregistreerde verkiezing in Amerika.[1]